# Quảng Hưng, Quảng Hòa
Quảng Hưng là một xã thuộc huyện Quảng Hòa, tỉnh Cao Bằng, Việt Nam.

## Địa lý
Xã Quảng Hưng nằm ở phía bắc huyện Quảng Hòa, có vị trí địa lý:
- Phía đông giáp huyện Trùng Khánh
- Phía tây giáp xã Phi Hải
- Phía nam giáp thị trấn Quảng Uyên và xã Độc Lập
- Phía bắc giáp huyện Trùng Khánh.

Xã Quảng Hưng có diện tích 25,99 km², dân số năm 2019 là 1.564 người, mật độ dân số đạt 60 người/km².
Trên địa bàn xã Quảng Hưng có các ngọn núi như Lũng Vài, Phia Đắng, Phia Pẻn, Mạ Lộc, Phia Phạ, Phia Lình. Đường tỉnh 206 chạy qua địa bàn đông nam của xã, trên tuyến đường có đèo Khau Liêu.

## Lịch sử
Ngày 13 tháng 12 năm 2001, xã Quảng Hưng thuộc huyện Quảng Uyên vừa tái lập từ huyện Quảng Hòa.
Đến năm 2019, xã Quảng Hưng được chia thành 14 xóm: Cốc Nhãn, Khuổi Ry, Bản Làng, Nà Cưởm, Pò Rẻ, Nặm Phan, Pác Mỷ, Pác Ái, Pò Riên, Thác Đét, Tục Hỏa, Đầu Cầu, Bản Phò, Nà Tạo.
Ngày 9 tháng 9 năm 2019, Hội đồng Nhân dân tỉnh Cao Bằng ban hành Nghị quyết số 27/NQ-HĐND về việc:
- Sáp nhập hai xóm Khuổi Ry và Pác Ái vào xóm Nà Cưởm
- Sáp nhập ba xóm Tục Hỏa, Bản Phò, Cốc Nhãn và một phần xóm Đầu Cầu thành xóm Đầu Cầu 1
- Sáp nhập hai xóm Pác Mỷ, Thác Đét và phần còn lại của xóm Đầu Cầu thành xóm Đầu Cầu 2
- Sáp nhập hai xóm Nà Tạo và Nặm Phan vào xóm Bản Làng
- Sáp nhập hai xóm Pò Riên và Pò Rẻ thành xóm Tân Thượng.

Ngày 1 tháng 3 năm 2020, huyện Quảng Uyên giải thể để tái lập huyện Quảng Hòa. Xã Quảng Hưng thuộc huyện Quảng Hòa như hiện nay.

## Hành chính
Xã Quảng Hưng được chia thành 5 xóm: Bản Làng, Đầu Cầu 1, Đầu Cầu 2, Nà Cưởm, Tân Thượng.